# 小行星4602
小行星4602（英語：4602 Heudier）是一颗围绕太阳公转的小行星。1986年10月28日，CERGA在科索尔发现了此天体。
这颗小行星的绝对星等为163.89367等。